# Allerup (Faaborg-Midtfyn Kommune)
 For alternative betydninger, se Allerup. (Se også artikler, som begynder med Allerup)
Allerup er et mindre landsby i Sønder Broby Sogn i Faaborg-Midtfyn Kommune på Sydfyn. Landsbyen ligger ved landevejen (sekundærrute 323) mellem Brobyværk og Hårby tæt på Odense Å.
|  | Denne artikel om lokaliteten Allerup (Faaborg-Midtfyn Kommune) kan blive bedre, hvis der indsættes et (bedre) billede. Du kan hjælpe ved at afsøge Wikimedia Commons for et passende billede eller lægge et op på Wikimedia Commons med en af de tilladte licenser og indsætte det i artiklen. |

55°14′05″N 10°13′54″Ø / 55.23472°N 10.23167°Ø